# NGC 665
NGC 665 ist eine linsenförmige Radiogalaxie vom Hubble-Typ S0 im Sternbild Fische auf der Ekliptik. Sie ist schätzungsweise 246 Millionen Lichtjahre von der Milchstraße entfernt und hat einen Durchmesser von etwa 105.000  Lichtjahren. Vom Sonnensystem aus entfernt sich die Galaxie mit einer errechneten Radialgeschwindigkeit von näherungsweise 5.500 Kilometern pro Sekunde.
Sie gilt als Teil der 17 Mitglieder zählenden Lyons Groups of Galaxies LGG 31 um NGC 673.
Das Objekt wurde am 22. November 1786 von William Herschel entdeckt.

## Galaktisches Umfeld
| Nr. | Galaxie          | Alternativname          | Rek           | Dek           | Distanz/asec |
| --- | ---------------- | ----------------------- | ------------- | ------------- | ------------ |
| →   | NGC 665          | LEDA/PGC 6415           | 01h44m56.10s  | +10d25m22.9s  | 0            |
| 1   | LEDA/PGC 6426    | 2MASX J01450273+1026360 | 01h45m02.74s  | +10d26m36.3s  | 122.47       |
| 2   | LEDA/PGC 6425    | UGC 1226                | 01h45m01.70s  | +10d21m55.0s  | 222.47       |
| 3   | LEDA/PGC 6411    | 2MASX J01445894+1020240 | 01h44m58.897s | +10d20m24.97s | 301.40       |
| 4   | LEDA/PGC 6438    | NSA 130318              | 01h45m15.225s | +10d20m54.42s | 388.66       |
| 5   | LEDA/PGC 1380642 | 2MASX J01451588+1031051 | 01h45m15.87s  | +10d31m04.8s  | 449.16       |
| 6   | LEDA/PGC 1377012 | 2MASX J01451129+1015581 | 01h45m11.30s  | +10d15m58.3s  | 607.08       |
| 7   | IC 156           | LEDA/PGC 6448           | 01h45m29.213s | +10d33m09.85s | 676.24       |
| 8   | IC 154           | LEDA/PGC 6439           | 01h45m16.271s | +10d38m57.08s | 867.78       |